# Largadinho (canção de Claudia Leitte)
"Largadinho" é uma canção da cantora brasileira Claudia Leitte, lançada em 22 de setembro de 2012 para o EP Claudia Leitte. Foi composta por Duller, Fabinho Alcantara e Samir, com arranjos por Claudia Leitte, Luciano Pinto e Durval Luz. Uma segunda versão feita com Anselmo Ralph foi lançada mais tarde, no dia 25 de setembro. A canção teve um desempenho moderado no Brasil, chegando a vigésima posição na Billboard Hot 100 Airplay, parada mais exitosa do país.
. A canção alcançou também ,a primeira posição na iTunes Store Brasil, responsável pelas vendas de música online.
A canção foi descrita como carro-chefe de Claudia Leitte referente ao carnaval de 2013. Neymar dançou a música em comemoração de seu gol.

## Composição e lançamento
"Largadinho" foi composta por Duller, Fabinho Alcantara e Samir, com arranjos por Claudia Leitte, Luciano Pinto e Durval Luz. A canção é um axé com influências de merengue e lambada, liricamente a canção é sobre seus fãs poderem dançar sozinhos ou largadinhos. A cantora sendo entrevistada pela rádio carioca Beat98, afirmou que: “Largadinho é pra dançar! É uma mistura de merengue com o axé music, com uma guitarra numa pegada de lambada que a gente resgatou lá da década de 80”.
O lançamento foi marcado para acontecer no dia 22 de setembro de 2012, a cantora divulgou uma prévia de um minuto em sua conta no SoundCloud no dia 21 de setembro de 2012. No dia seguinte, sua equipe divulgou a música completa no Youtube oficial da cantora. No dia 25 de setembro de 2012, foi lançada outra versão da música "Largadinho", onde Claudia Leitte canta com o cantor angolano Anselmo Ralph. A música foi bem recebida em Angola e no Brasil. No dia 15 de outubro de 2012 foi lançado para download digital um EP com com 3 faixas: "Largadinho", "Burro Apaixonado" e a versão de "Largadinho" com Anselmo Ralph.

## Divulgação
Para promover "Largadinho" Claudia Leitte afirmou que seria feito dois ensaios para o bloco de mesmo nome, onde o alvo era promover a faixa para o carnaval do próximo ano. O primeiro seria realizado em dezembro e outro para janeiro. No dia 11 de novembro de 2012, a interprete realizou uma performance da canção no show do aniversário da rádio Transcontinental FM de São paulo, o público foi estimado a mais de 20 mil pessoas. Os artistas Tuca Fernandes e Saulo Fernandes estavam presentes no primeiro ensaio que aconteceu no dia 19 de dezembro de 2012. A cantora apresentou a canção no The Voice Brasil no dia 2 de dezembro de 2012, os outros técnicos Lulu Santos, Daniel e Carlinhos Brown se soltaram e dançaram com a cantora. No dia 7 do mesmo mês, cantou duas canções no programa televisivo Altas Horas da Rede Globo, "Largadinho" e "Bola de Sabão".  A canção também foi apresentada na rádio Transamérica localizada em São paulo.
Em um concerto emocionante em Maceió, a cantora também apresentou a obra com figurinos ousados. No dia 15 de dezembro de 2012, em uma apresentação especial no programa Estrelas, Claudia Leitte ensinou a platéia a coreografia da canção. Em uma apresentação comemorando o aniversário de Cabo Frio no dia 16 de dezembro de 2012, Claudia Leitte apresentou "Largadinho" dentre outras canções para um público de mais de 60 mil pessoas. A 27 de dezembro de 2012, a canção foi apresentada no terceiro ensaio do 'Bloco Largadinho' em uma casa de show no Rio de Janeiro. Em 2013, Claudia Leitte fez o primeiro show do ano para um público de mais de 2 milhões de pessoas no Réveilliom de Copacabana.
A canção está presente na coletânea Arena Pop, lançada pela Som Livre em 16 de abril de 2013. Também está presente na coletânea internacional Zumba Fitness Dance Party Summer 2013 lançada em 13 de agosto de 2013.

## Bloco
No dia 18 de outubro de 2012, Claudia Leitte lançou oficialmente no Rio de Janeiro seu primeiro bloco de Carnaval em carreira solo, o Bloco Largadinho.
Foram realizados cinco ensaios do Bloco Largadinho durante 2012 e 2013, sendo três realizados na casa de shows Barra Music no Rio de Janeiro e dois no Alto do Andu em Salvador. Durante os cinco ensaios, Claudia Leitte recebeu no palco Marcelo Falcão, Belo, Tuca Fernandes, Xanddy, Ju Moraes, Alexandre Pires, Jacaré, Carlinhos Brown, Saulo Fernandes, Netinho, Preta Gil, Valesca Popozuda, Tatau, Tomate, Munhoz & Mariano, Felipe Pezzoni, Amanda Santiago, Filhos de Jorge, Pablo, Liah Soares e alguns ex-participantes do The Voice Brasil.

## Shows
Além de lançar o Bloco Largadinho, Claudia Leitte lançou mais shows especiais com o nome Largadinho realizados em vários lugares do Brasil.
| - Ensaio do Bloco Largadinho (5 shows) - Balada do Largadinho (1 show) - Luau Largadinho (1 show) | - Forró Largadinho (1 show) - Largadinho Indoor (1 show) |

## Videoclipe
No dia 16 de fevereiro de 2013, a produção do cantor angolano Anselmo Ralph lançou o videoclipe da música Largadinho que foi gravado na estreia do Bloco Largadinho no Carnaval de Salvador.

## Lista de faixas
O EP contém a versão original de "Largadinho" com tempo estimado em três minutos e trinta e quatro segundos. Ainda no extended play está presente um mistura feita com o cantor Anselmo Ralph. A faixa "Burro Apaixonado" que foi inspirada na novela Avenida Brasil também está disponível no EP.
| Claudia Leitte - EP |                                                     |                                              |         |  |
| N.º                 | Título                                              | Compositor(es)                               | Duração |  |
| 1.                  | "Largadinho"                                        | Duller Fabinho Alcântara Samir               | 3:34    |  |
| 2.                  | "Burro Apaixonado" (b-side)                         | Luciano Pinto Dinho Nascimento               | 3:59    |  |
| 3.                  | "Largadinho" (Participação Especial: Anselmo Ralph) | Duller Fabinho Alcântara Samir Anselmo Ralph | 3:42    |  |

| CD single |                           |                                               |         |  |
| N.º       | Título                    | Compositor(es)                                | Duração |  |
| 1.        | "Largadinho"              | Duller Fabinho Alcântara Samir                | 3:34    |  |
| 2.        | "Largadinho" (Ao Vivo)    | Duller Fabinho Alcântara Samir                | 4:05    |  |
| 3.        | "Largadinho" (Funk Remix) | Duller Fabinho Alcântara Samir Claudia Leitte | 4:23    |  |

| Largadinho - A Música do Verão |                                                  |                                                          |         |  |
| N.º                            | Título                                           | Compositor(es)                                           | Duração |  |
| 1.                             | "Largadinho"                                     | Duller Fabinho Alcântara Samir                           | 4:10    |  |
| 2.                             | "Amor Toda Hora"                                 | Fabinho Obrian Magno Sant' Anna Sinho Maia Ivan Brasil   | 3:36    |  |
| 3.                             | "Burro Apaixonado"                               | Luciano Pinto Dinho Nascimento                           | 4:00    |  |
| 4.                             | "Preto, Se Você Me Der Amor"                     | Claudia Leitte Luciano Pinto                             | 2:47    |  |
| 5.                             | "Exttravasa"                                     | Sérgio Rocha Zeca Brasileiro Adson Tapajós Jean Carvalho | 3:38    |  |
| 6.                             | "Beijar na Boca / (I Can't Get No) Satisfaction" | Blanch Roger Tom Mick Jagger Keith Richards              | 3:34    |  |
| 7.                             | "Bola de Sabão"                                  | Ramon Cruz                                               | 4:03    |  |
| 8.                             | "Dia da Farra e do Beijo"                        | Marcos Paulo Rulian                                      | 3:11    |  |

## Desempenho nas tabelas musicais

### Tabelas semanais
| Parada (2012)                                | Melhor posição |
| -------------------------------------------- | -------------- |
| Billboard Brasil Hot 100 Airplay             | 20             |
| Billboard Brasil Hot Popular Songs           | 19             |
| Billboard Brasil Regional Salvador Hot Songs | 2              |
| Billboard Brasil Regional Recife Hot Songs   | 5              |
| Billboard World Digital Songs                | 5              |

## Prêmios e indicações
| Ano  | Premiação           | Categoria     | Resultado |
| ---- | ------------------- | ------------- | --------- |
| 2013 | Troféu Badalando    | Melhor Música | Venceu    |
| 2013 | Troféu Castro Alves | Melhor Música | Indicado  |
| 2014 | Prêmio Folia        | Melhor Música | Venceu    |

## Lazy Groove
Lazy Groove é uma canção da cantora brasileira Claudia Leitte, sendo lançada apenas para download digital em 29 de julho de 2013. A versão em inglês da canção foi feita por Alex Ci, vocal de apoio da cantora. A versão foi feita para a marca "Zumba Fitness". A canção ganhou banner de divulgação por um tempo no iTunes Brasil.

### Lista de faixas
| Lazy Groove (Zumba) - Single |                |                |         |  |
| N.º                          | Título         | Compositor(es) | Duração |  |
| 1.                           | "Lazy Groove"  | Alex Ci        | 3:45    |  |
| Duração total:               | Duração total: | Duração total: | 3:45    |  |

#### Single Promo
Single Promo é um extended play de cinco faixas que foi distribuído durante um evento de Zumba Fitness em Orlando. Contém "Lazy Groove" e "Largadinho", além das faixas Sambah, Locomotion Batucada e Magalenha extraídas do álbum Negalora: Íntimo, lançado pela Som Livre em 28 de agosto de 2012.
| Lista de faixas |                                   |                                                     |         |  |
| N.º             | Título                            | Compositor(es)                                      | Duração |  |
| 1.              | "Lazy Groove"                     | Duller, Fabinho Alcantara e Samir - versão: Alex Ci | 3:45    |  |
| 2.              | "Sambah"                          | João Nabuco                                         | 3:01    |  |
| 3.              | "Locomotion Batucada"             | João Nabuco, Alice Autran                           | 2:50    |  |
| 4.              | "Magalenha" (feat. Sérgio Mendes) | Carlinhos Brown                                     | 3:47    |  |
| 5.              | "Largadinho"                      | Duller, Fabinho Alcantara e Samir                   | 4:12    |  |
| Duração total:  | Duração total:                    | Duração total:                                      | 16:55   |  |

### Videoclipe
Em 28 de junho de 2013, o grupo Zumba Fitness divulgou um vídeo tutorial de Claudia Leitte ensinando Beto Perez (fundador da Zumba Fitness) a coreografia de Lazy Groove. O videoclipe soma mais de 6 milhões de visualizações no Youtube.

### Desempenho comercial
A canção entrou no top das 100 músicas mais compradas no iTunes de oito países, sendo eles Alemanha, Brasil, Bélgica, Canadá, Cazaquistão, Dinamarca, Estados Unidos e Suíça.

## Histórico de lançamento
| País           | Data                    | Formato                                      | Gravadora |
| -------------- | ----------------------- | -------------------------------------------- | --------- |
| Brasil         | 22 de setembro de 2012  | Airplay                                      | Som Livre |
| Mundo          | 25 de setembro de 2012  | download digital - part. Anselmo Ralph       | Som Livre |
| Brasil         | 11 de novembro de 2012  | download digital                             | Som Livre |
| Portugal       | 16 de fevereiro de 2013 | videoclipe - part. Anselmo Ralph             | Som Livre |
| Estados Unidos | 28 de junho de 2013     | videoclipe - Lazy Groove (coreografia zumba) | Som Livre |
| Mundo          | 29 de julho de 2013     | download digital - Lazy Groove               | Som Livre |